# Синие Ворота
Синие Ворота — деревня в Великолукском районе Псковской области России. Входит в состав сельского поселения «Пореченская волость».
Расположена на юге волости на юго-восточном побережье озера Урицкое (на вдающимся в него полуострове), в 52 км к югу от райцентра Великие Луки и в 19 км к юго-востоку от волостного центра Поречье.

## Население
Численность населения деревни по состоянию на 2000 год составляла 3 жителя, на 2010 год — 3 жителя.

## История
До 2005 года деревня входила в состав ныне упразднённой Урицкой волости.